# Lazarus (album Traviego McCoya)
Lazarus – debiutancki album amerykańskiego rapera Traviego McCoya wydany 8 czerwca 2010 nakładem Atlantic. Za produkcję płyty odpowiedzialna była grupa The Smeezingtons. Z krążka wydano światowy hit Billionaire w którym słychać wokal Bruno Marsa.

## Lista piosenek
1. „Dr. Feel Good” (featuring Cee-Lo Green) – 3:54
2. „Superbad (11:34)” – 3:12
3. „Billionaire” (featuring Bruno Mars) 3:31
4. „Need You” 3:23
5. „Critical” (featuring Tim William) – 3:17
6. „Akidagain” – 3:42
7. „We’ll Be Alright” – 3:17
8. „The Manual” (featuring T-Pain & Young Cash) – 4:10
9. „After Midnight” – 3:46
10. „Don’t Pretend” (featuring Colin Munroe & Travis Barker) – 3:06